# Піфагор (тиран Ефеса)
Піфагор (дав.-гр. Πυθαγόρας) — тиран давньогрецького міста Ефес наприкінці VII ст. до н. е.
Захопив владу в місті у 612 р. до н. е. Почав з того, що усунув віж влади рід Басилідів, до якого належала ефеська знать. В своїх діях спирався на підтримку демосу, натомість найвидатніші представники місцевої аристократії були репресовані, а їхнє майно — конфісковане і роздане менш заможним громадянам. Надалі страти, вбивства і реквізиції затосовувалися як проти політичніх опонентів, так і задля збагачення самого тирана і його оточення.
Піфагор був людиною дуже імпульсивною і швидко сварився навіть із близькими до нього людьми. Демонструвати невдоволення його владою дозволяли собі лише храми, але й їх тиран не надто шанував — за переказами він не зупинявся навіть перед вбивством жертовних тварин у святилищах. Коли ж за захистом до жерців звернулися доньки репресованих Піфагором аристократів, володар голодом змусив їх накласти на себе руки.
Становище тирана похитнулося лише після того, як Ефес постраждав від неврожаю, до якого додалась епідемія, перед якою влада виявилася безсилою. Демос був розчарований в колишньому кумірі і Піфагор змушений був змінити політику. З одного боку він пішов на мирову из жрецтвом — за посередництвом Дельф. Саме за порадою оракула він розпочав будівництво нового храму Артеміди (на місці святилища, зруйнованого кімерійцями), що згодом став одним із семи чудес світу. З іншого — тиран заручився зовнішньою підтрімкою — одруживши свого сина і наступника Меланта на донці лідійського царя Аліатта II. В свою чергу лідійський володар надав фінансову допомогу ефесянам, зокрема й на будівництво храму Артеміди.